# Grand Prix automobile de Malaisie 2010
GP précédent GP suivant
Le Grand Prix automobile de Malaisie 2010 (Formula 1 2010 Petronas Malaysian Grand Prix), disputé sur le circuit international de Sepang le 4 avril 2010, est la douzième édition du Grand Prix, la 823e épreuve du championnat du monde de Formule 1 courue depuis 1950 et la troisième manche du championnat 2010.

## Essais libres

### Vendredi matin
| Pos. | Pilote             | Voiture          | Chrono         | Écart     |
| ---- | ------------------ | ---------------- | -------------- | --------- |
| 1    | Lewis Hamilton     | McLaren-Mercedes | 1 min 34 s 921 |           |
| 2    | Nico Rosberg       | Mercedes         | 1 min 35 s 106 | + 0 s 185 |
| 3    | Jenson Button      | McLaren-Mercedes | 1 min 35 s 207 | + 0 s 286 |
| 4    | Michael Schumacher | Mercedes         | 1 min 35 s 225 | + 0 s 304 |
| 5    | Robert Kubica      | Renault          | 1 min 35 s 402 | + 0 s 481 |
| 6    | Mark Webber        | Red Bull-Renault | 1 min 35 s 479 | + 0 s 558 |

- Notes :

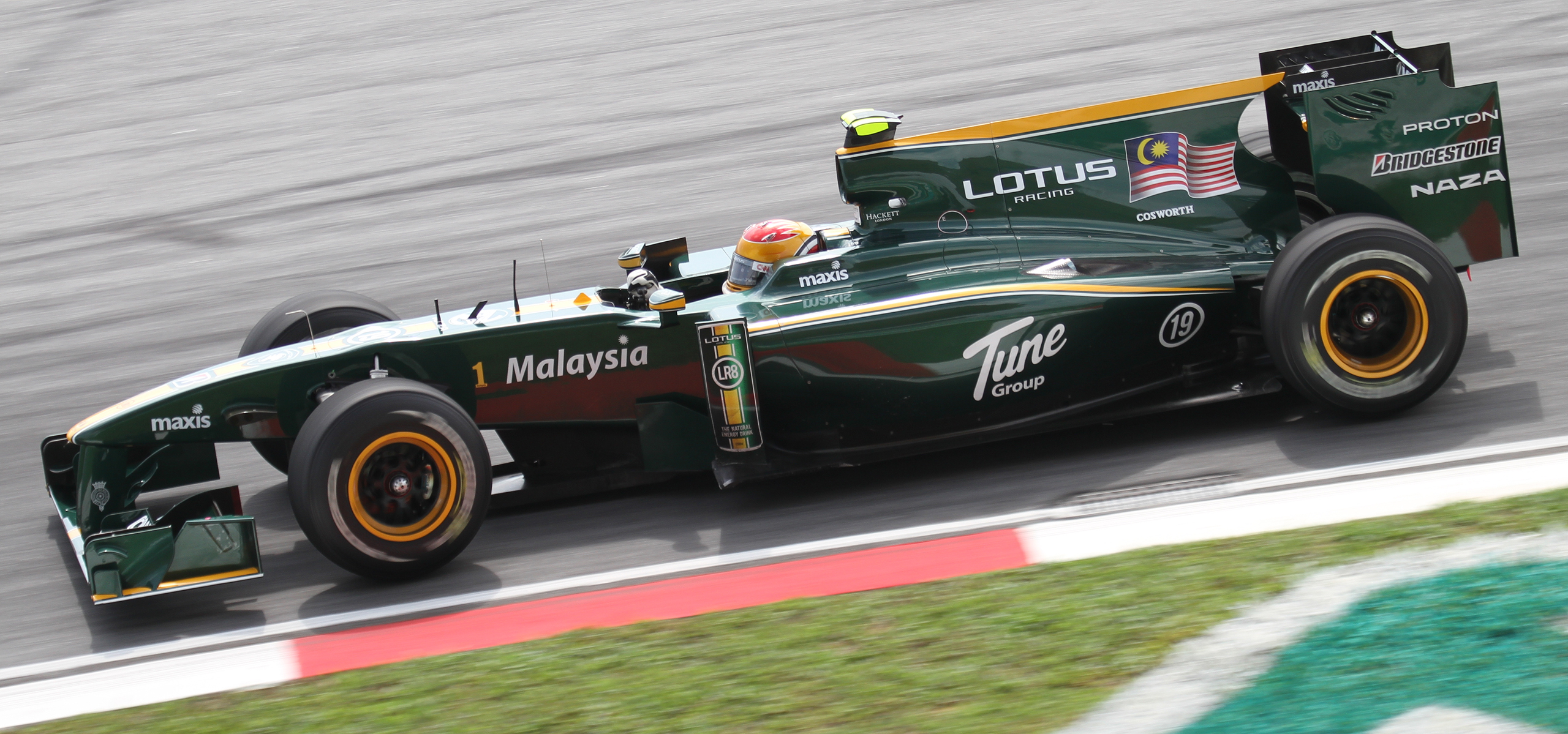
Fairuz Fauzy et Lotus courent « à domicile » à Sepang

  - Fairuz Fauzy, de nationalité malaisienne, a remplacé Heikki Kovalainen chez Lotus Racing lors de cette séance d’essais.
  - Paul di Resta, pilote essayeur chez Force India, a remplacé Vitantonio Liuzzi lors de cette séance d'essais.

### Vendredi après-midi

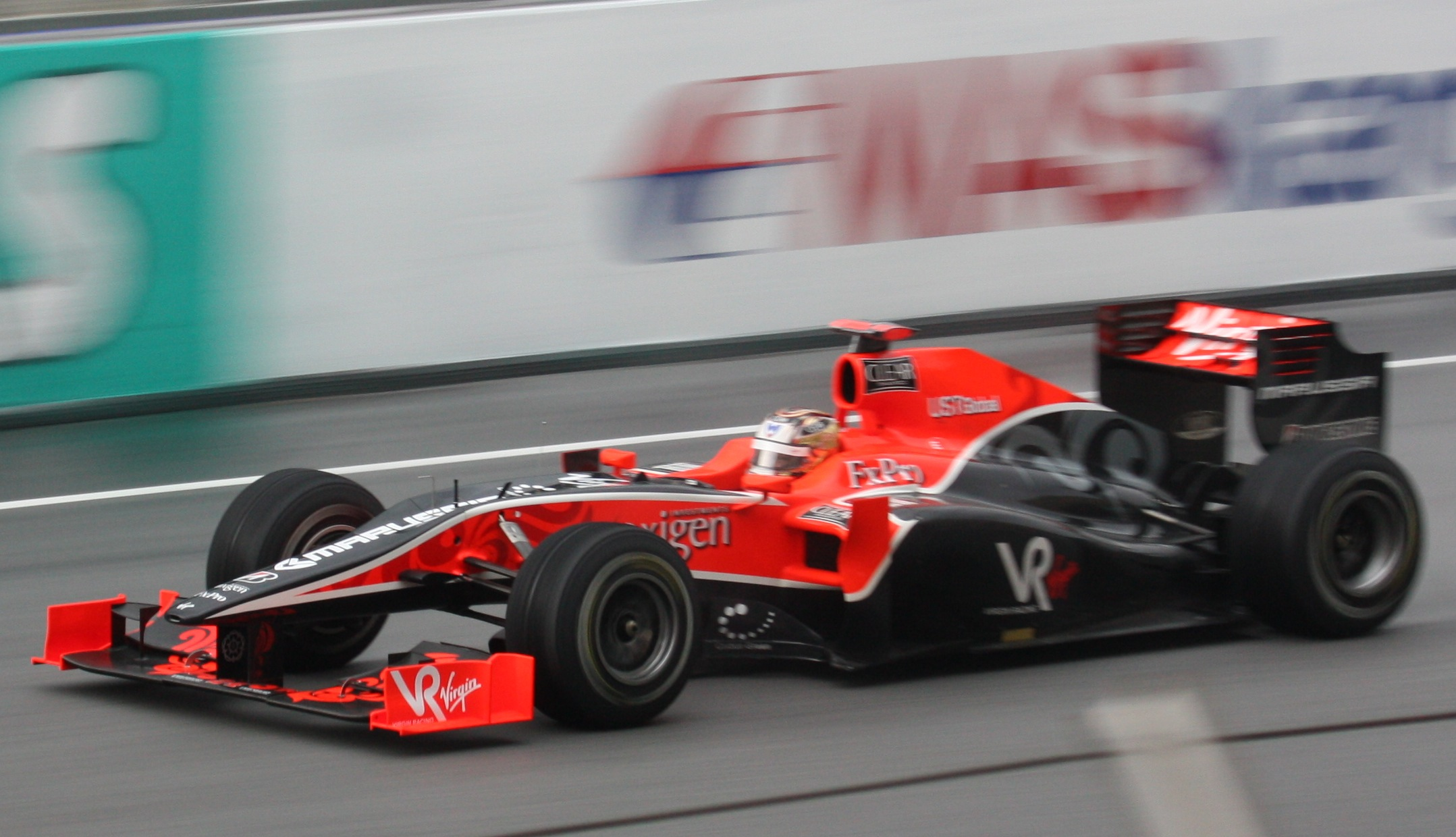
Timo Glock, sur Virgin Racing, à Sepang

| Pos. | Pilote             | Voiture          | Chrono         | Écart     |
| ---- | ------------------ | ---------------- | -------------- | --------- |
| 1    | Lewis Hamilton     | McLaren-Mercedes | 1 min 34 s 175 |           |
| 2    | Sebastian Vettel   | Red Bull-Renault | 1 min 34 s 441 | + 0 s 266 |
| 3    | Nico Rosberg       | Mercedes         | 1 min 34 s 443 | + 0 s 268 |
| 4    | Jenson Button      | McLaren-Mercedes | 1 min 34 s 538 | + 0 s 363 |
| 5    | Michael Schumacher | Mercedes         | 1 min 34 s 674 | + 0 s 499 |
| 6    | Robert Kubica      | Renault          | 1 min 35 s 148 | + 0 s 973 |

### Samedi matin

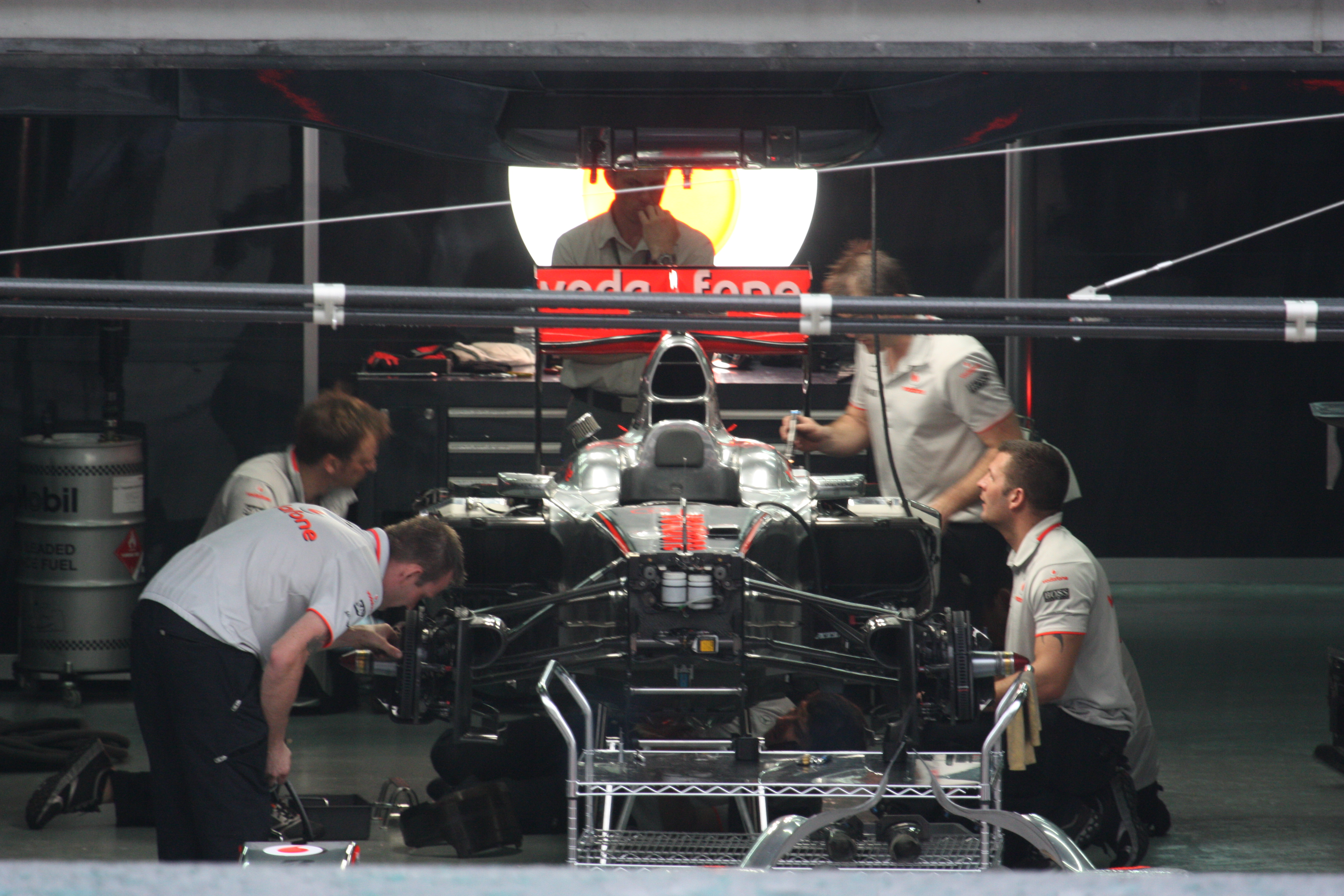
Le stand McLaren sur le circuit de Sepang

| Pos. | Pilote             | Voiture          | Chrono         | Écart     |
| ---- | ------------------ | ---------------- | -------------- | --------- |
| 1    | Mark Webber        | Red Bull-Renault | 1 min 33 s 542 |           |
| 2    | Lewis Hamilton     | McLaren-Mercedes | 1 min 33 s 559 | + 0 s 017 |
| 3    | Sebastian Vettel   | Red Bull-Renault | 1 min 33 s 587 | + 0 s 045 |
| 4    | Fernando Alonso    | Ferrari          | 1 min 33 s 751 | + 0 s 209 |
| 5    | Michael Schumacher | Mercedes         | 1 min 33 s 992 | + 0 s 450 |
| 6    | Nico Rosberg       | Mercedes         | 1 min 34 s 090 | + 0 s 548 |

## Grille de départ

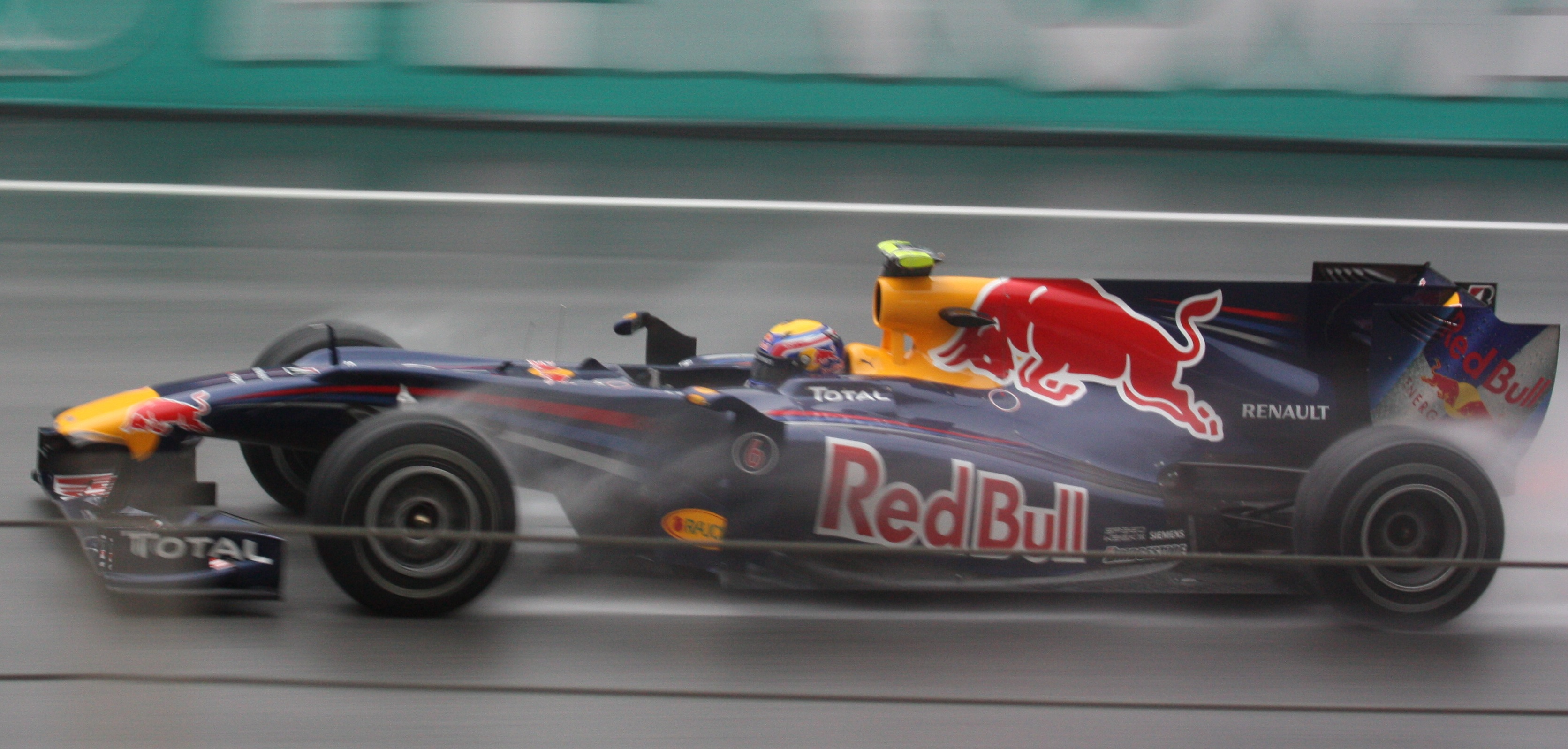
Sous la pluie, Mark Webber décroche la deuxième pole position de sa carrière

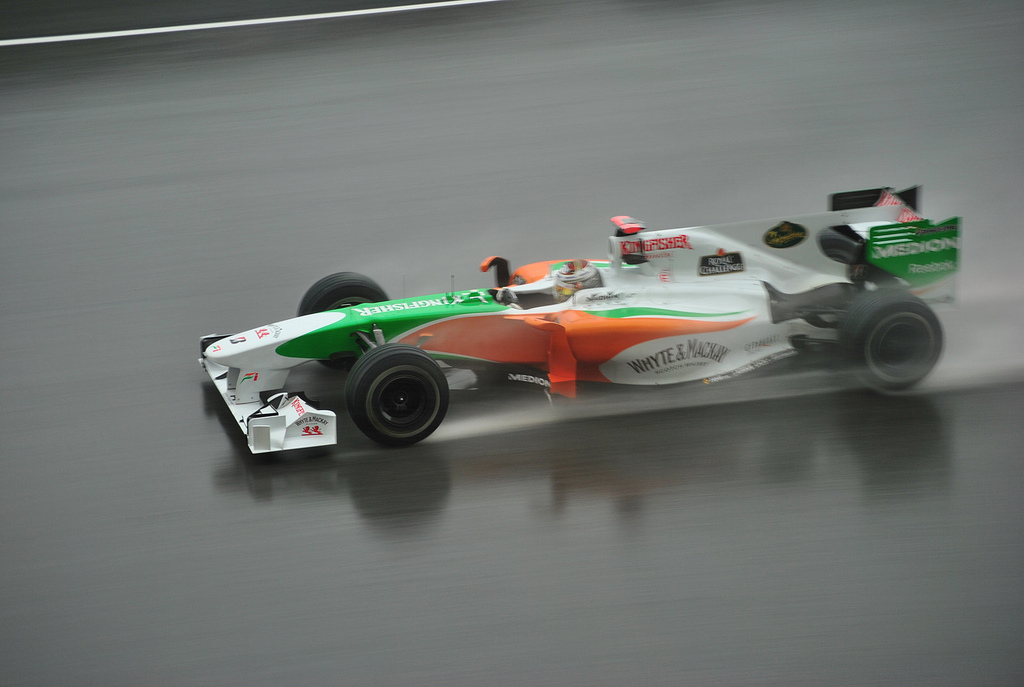
Sutil hisse sa Force India en deuxième ligne

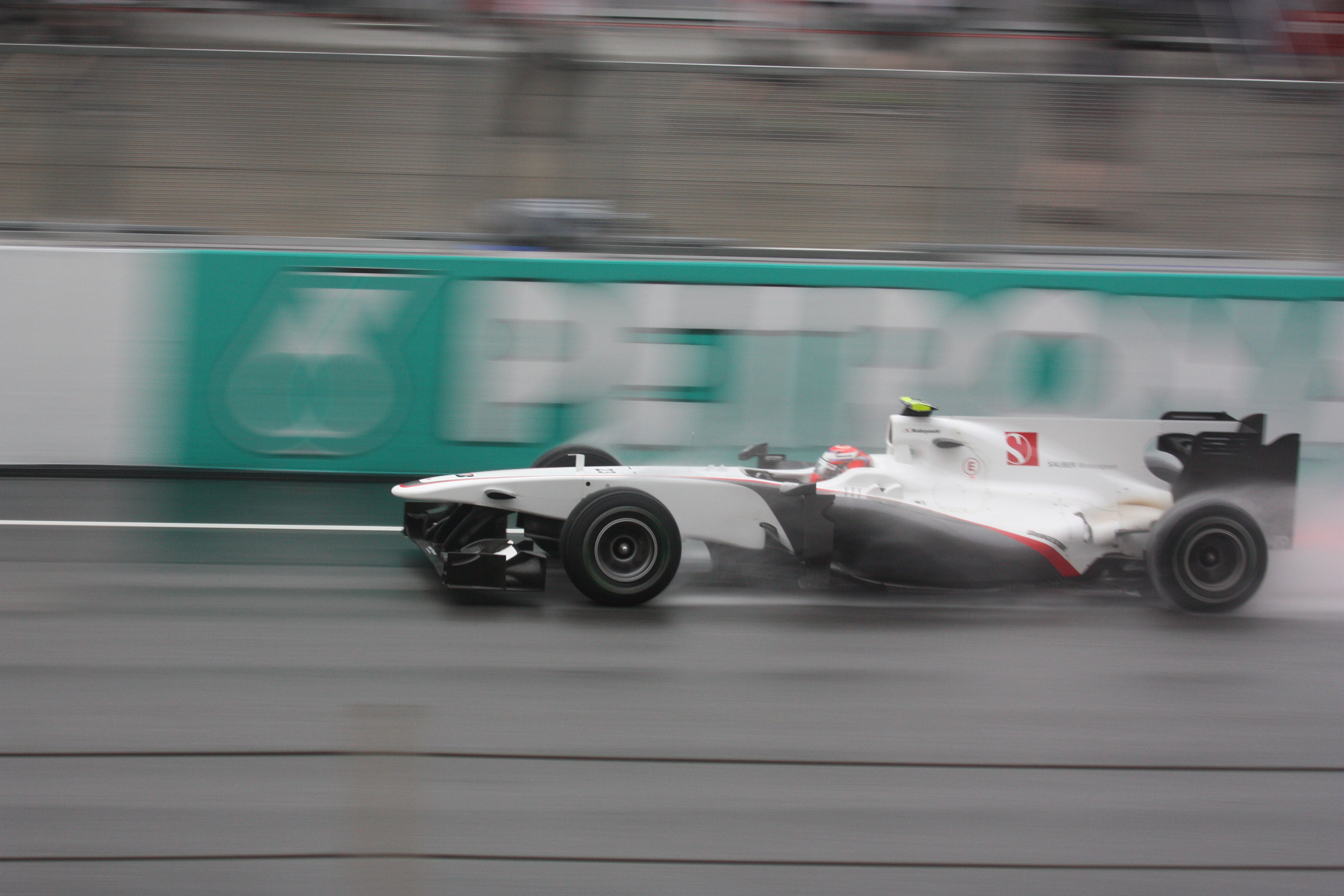
Sous le déluge, Kobayashi décroche sa première qualification dans les dix premiers

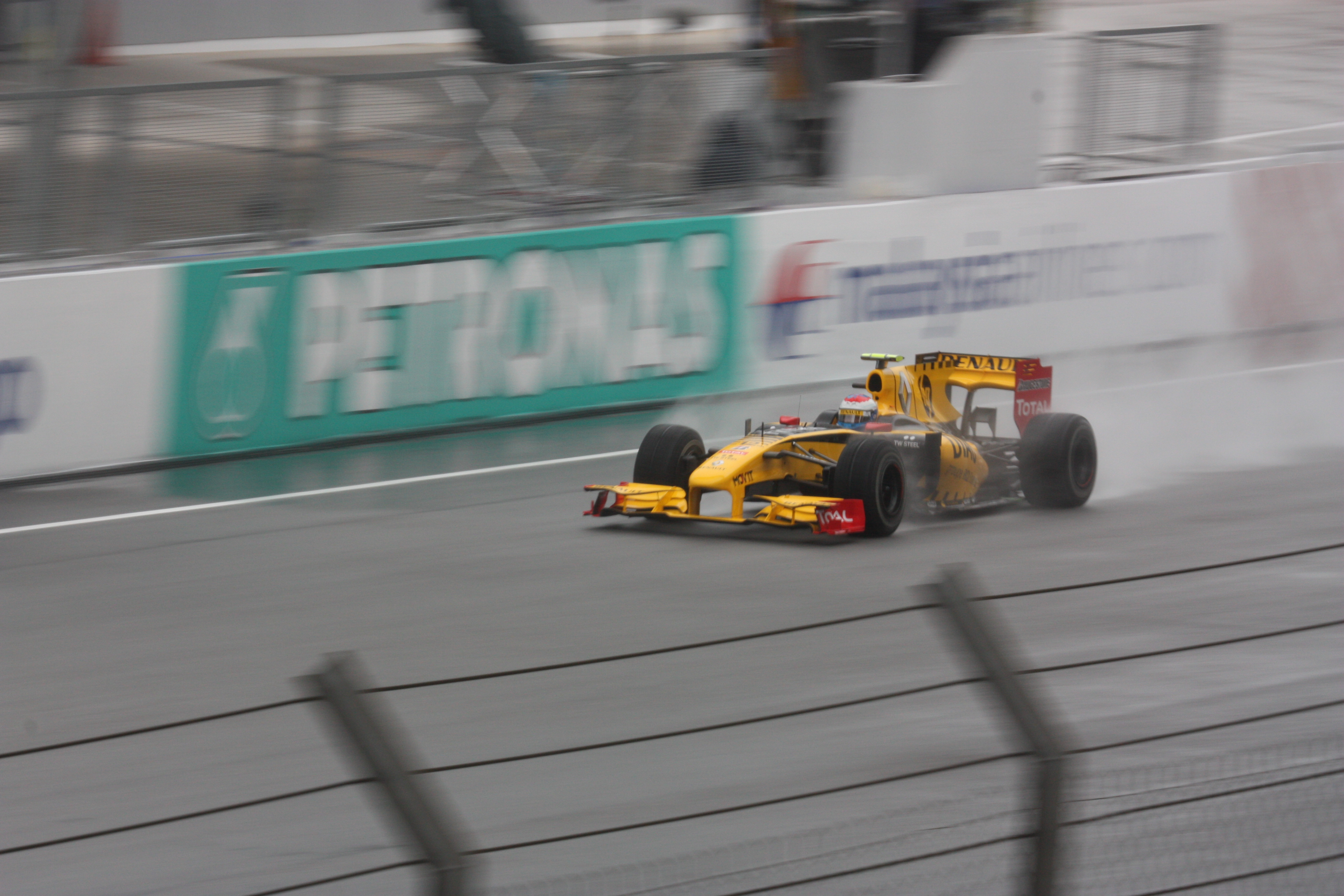
Vitaly Petrov, onzième, signe sa meilleure qualification depuis ses débuts

| Pos. | Pilote             | Écurie               | Qualifications 1 | Qualifications 2 | Qualifications 3 |
| ---- | ------------------ | -------------------- | ---------------- | ---------------- | ---------------- |
| 1    | Mark Webber        | Red Bull-Renault     | 1 min 51 s 886   | 1 min 48 s 210   | 1 min 49 s 327   |
| 2    | Nico Rosberg       | Mercedes             | 1 min 52 s 560   | 1 min 47 s 417   | 1 min 50 s 673   |
| 3    | Sebastian Vettel   | Red Bull-Renault     | 1 min 48 s 945   | 1 min 46 s 828   | 1 min 50 s 789   |
| 4    | Adrian Sutil       | Force India-Mercedes | 1 min 49 s 479   | 1 min 47 s 085   | 1 min 50 s 914   |
| 5    | Nico Hülkenberg    | Williams-Cosworth    | 1 min 49 s 664   | 1 min 47 s 346   | 1 min 51 s 001   |
| 6    | Robert Kubica      | Renault              | 1 min 46 s 283   | 1 min 46 s 951   | 1 min 51 s 051   |
| 7    | Rubens Barrichello | Williams-Cosworth    | 1 min 50 s 301   | 1 min 48 s 371   | 1 min 51 s 511   |
| 8    | Michael Schumacher | Mercedes             | 1 min 52 s 239   | 1 min 48 s 400   | 1 min 51 s 717   |
| 9    | Kamui Kobayashi    | BMW Sauber-Ferrari   | 1 min 48 s 467   | 1 min 47 s 792   | 1 min 51 s 767   |
| 10   | Vitantonio Liuzzi  | Force India-Mercedes | 1 min 49 s 922   | 1 min 48 s 238   | 1 min 52 s 254   |
| 11   | Vitaly Petrov      | Renault              | 1 min 47 s 952   | 1 min 48 s 760   |                  |
| 12   | Pedro de la Rosa   | BMW Sauber-Ferrari   | 1 min 47 s 153   | 1 min 48 s 771   |                  |
| 13   | Sébastien Buemi    | Toro Rosso-Ferrari   | 1 min 48 s 945   | 1 min 49 s 207   |                  |
| 14   | Jaime Alguersuari  | Toro Rosso-Ferrari   | 1 min 48 s 655   | 1 min 49 s 464   |                  |
| 15   | Heikki Kovalainen  | Lotus-Cosworth       | 1 min 52 s 875   | 1 min 52 s 270   |                  |
| 16   | Timo Glock         | Virgin-Cosworth      | 1 min 52 s 398   | 1 min 52 s 520   |                  |
| 17   | Jenson Button      | McLaren-Mercedes     | 1 min 52 s 211   | pas de temps     |                  |
| 18   | Jarno Trulli       | Lotus-Cosworth       | 1 min 52 s 884   |                  |                  |
| 19   | Fernando Alonso    | Ferrari              | 1 min 53 s 044   |                  |                  |
| 20   | Lewis Hamilton     | McLaren-Mercedes     | 1 min 53 s 050   |                  |                  |
| 21   | Felipe Massa       | Ferrari              | 1 min 53 s 283   |                  |                  |
| 22   | Karun Chandhok     | HRT-Cosworth         | 1 min 56 s 299   |                  |                  |
| 23   | Bruno Senna        | HRT-Cosworth         | 1 min 57 s 269   |                  |                  |
| 24   | Lucas Di Grassi    | Virgin-Cosworth      | 1 min 59 s 977   |                  |                  |

Notes :
- En raison des trombes d’eau sur le circuit, le drapeau rouge a été brandi à 7 min et 17 s de la fin de la séance Q3. Un nouveau départ a été donné à 11 h 10 après 15 minutes d'interruption.
- Jenson Button, immobilisé dans un bac à graviers lors de la séance Q1 où il a signé le 13e temps, n'a pas participé aux autres séances de qualification.

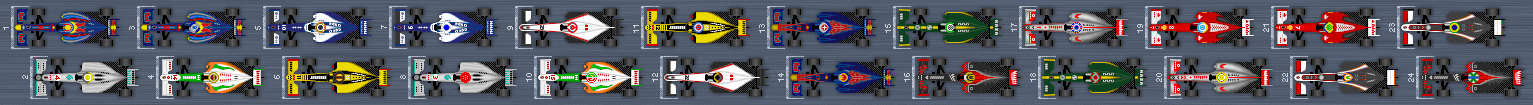
La grille de qualification du Grand Prix.

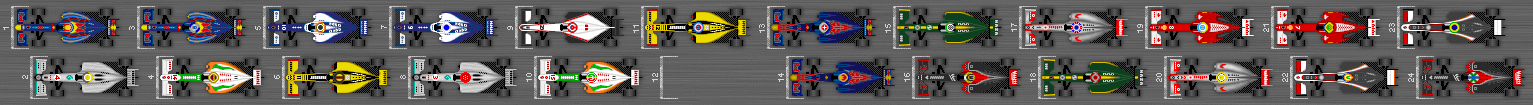
La grille de départ du Grand Prix.

## Course

### Déroulement de l'épreuve

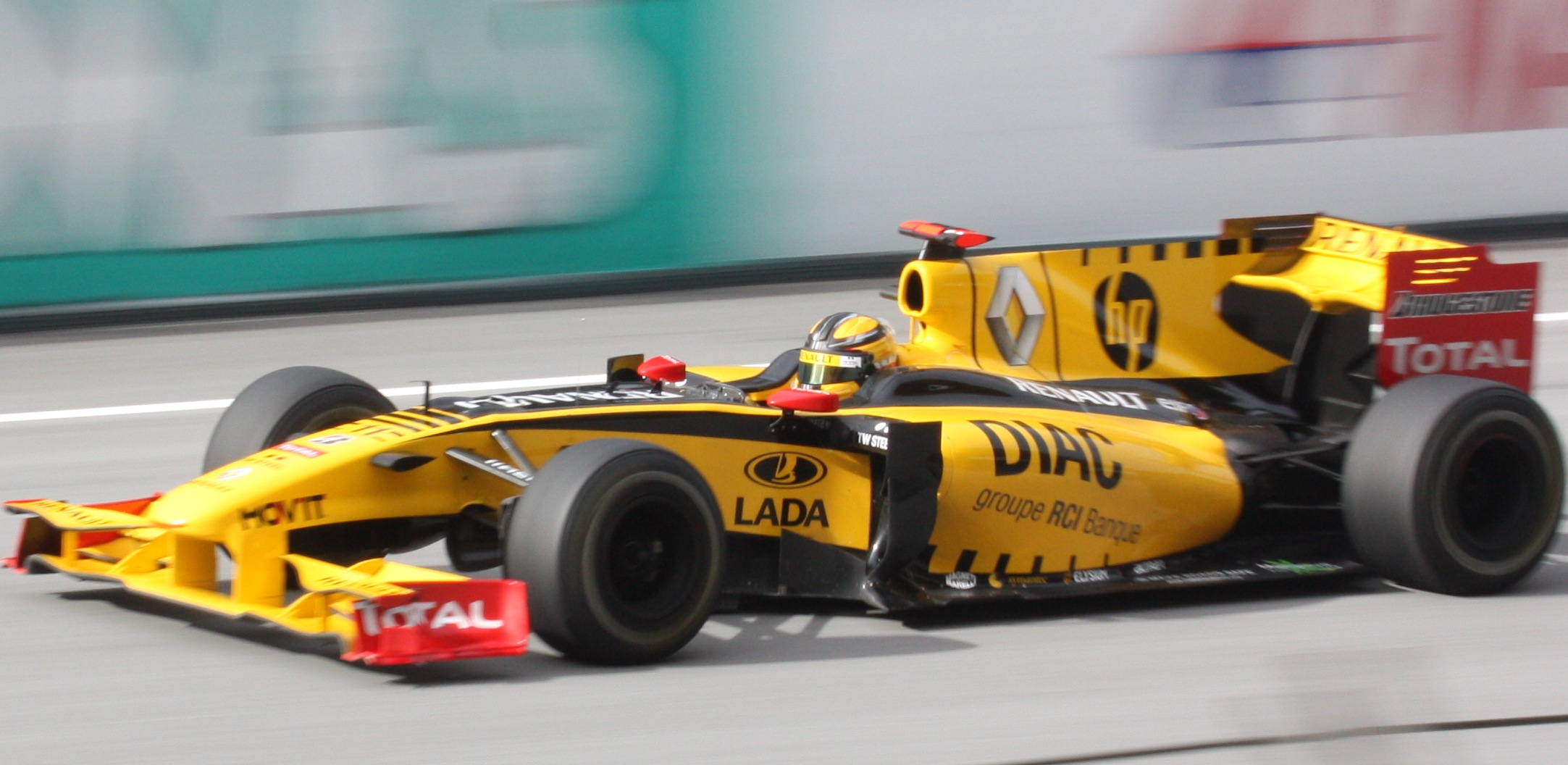
Robert Kubica, quatrième de l'épreuve malaisienne

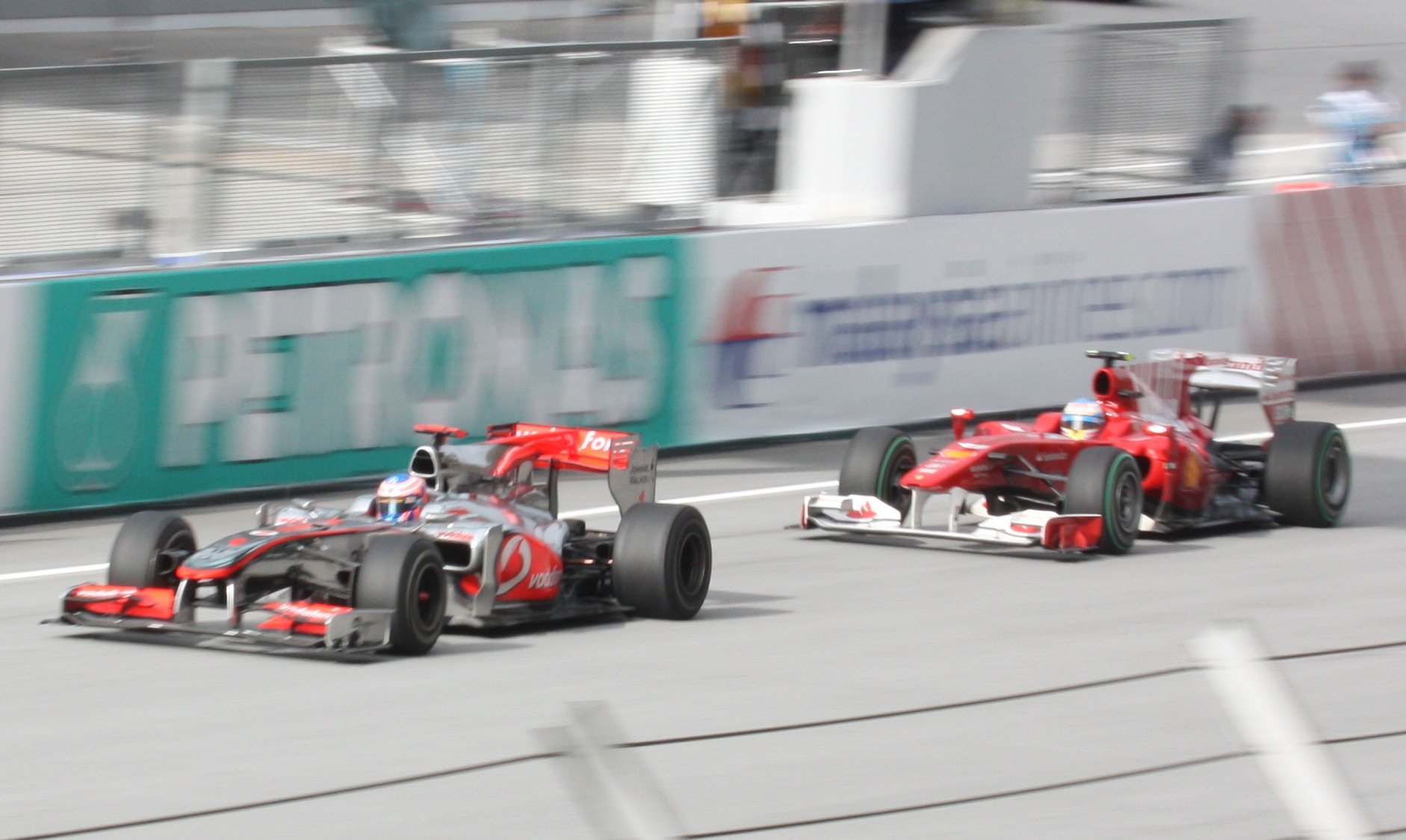
Alonso tentera sans succès de passer Button avant d'abandonner

La séance de qualification troublée par la pluie de mousson a relégué certains ténors du championnat en fond de grille (Jenson Button, Fernando Alonso, Lewis Hamilton, Felipe Massa) tandis que Mark Webber, en pole et Sebastian Vettel, troisième, donnent à Red Bull Racing un avantage conséquent pour la course. À l'extinction des feux, la température est de 24 °C dans l’air et 32 °C sur la piste, avec un risque de pluie. Tous les pilotes, hormis Pedro de la Rosa non partant à la suite d'une casse moteur lors de la mise en grille, prennent le départ en pneus slick. 
Vettel prend d'emblée la tête de la course, poursuivi par Webber et Rosberg. Robert Kubica réussit son envol et pointe au quatrième rang tandis que son coéquipier Vitaly Petrov gagne deux places. Rubens Barrichello reste scotché sur la grille et s'élance dernier de la meute. En fond de grille, les pilotes Ferrari sont aux prises avec les pilotes McLaren. Hamilton prend le meilleur par l'extérieur sur Sébastien Buemi alors que Massa fait une légère erreur : Button essaie d'en profiter, se fait piéger à son tour et dépasser par Alonso.
Au quatrième tour, Hamilton entre dans les points après avoir dépassé Jaime Alguersuari et Kamui Kobayashi pendant que Button, Massa et Alonso sont en lutte contre les pilotes Toro Rosso. Les novices se livrent également une lutte acharnée qui se solde par une touchette entre la Lotus de Heikki Kovalainen et la Virgin Racing de Lucas di Grassi : le Finlandais repart dernier. Hamilton profite d'une erreur de Petrov pour le passer mais le Russe reprend sa position au bout de la ligne droite des stands. Au septième tour, le classement est le suivant : Vettel en tête devant Webber, Rosberg, Kubica, Adrian Sutil, Michael Schumacher, Nico Hülkenberg, Vitantonio Liuzzi, Petrov et Hamilton.
Hamilton passe Petrov qui veut reprendre l'avantage dans la ligne droite des stands : le Britannique, pour le contrer, change plusieurs fois de trajectoire dans la ligne droite et écope d'un avertissement de la part de la direction de course. Michael Schumacher, abandonne au neuvième tour à cause d'un problème d'écrou de roue alors qu'il était sixième. Liuzzi abandonne trois boucles plus tard sur problème d'accélérateur. 
Au quatorzième tour, lorsque Hülkenberg et Petrov rentrent aux stands pour leur premier changement de pneumatiques, les Ferrari et Button entrent dans les points. Hamilton signe le meilleur tour en course et fait la jonction avec Sutil tandis que Webber fait de même avec Vettel. Alonso rencontre alors des problèmes mécaniques à chaque rétrogradage. Hamilton profite de l’arrêt au stand de Sutil pour prendre la cinquième place. Au tour suivant, Kubica s’arrête mais garder l'avantage sur Massa. Alguersuari et Buemi dépassent coup sur coup Petrov qui a du mal à contrôler sa monoplace qui crache de l'huile. Rosberg passe à son tour par les stands et conserve son avantage sur Kubica. Webber connaît un problème à l'écrou avant droit lors de son passage par les stands et perd sa seconde place au profit d'Hamilton, qui n'a toujours pas changé de pneus.
À la mi-course, Massa s'arrête changer de gommes et laisse le champ libre à son équipier. Le Brésilien signe alors le meilleur tour en course, inférieur de plus d’une seconde aux temps de ses prédécesseurs. Kubica revient à six dixièmes de Rosberg quand Hamilton s'arrête enfin au trente-et-unième tour : la sortie des stands est à l'avantage d'Hamilton qui passe son coéquipier Button. Alguersuari entre dans les points en dépassant Hülkenberg par l'extérieur alors que Petrov abandonne pour la troisième fois en trois courses, sur problème de boîte de vitesses. À vingt tours du terme, Vettel est toujours en tête devant Webber, Rosberg, Kubica, Alonso (qui ne s'est pas encore arrêté), Sutil, Hamilton, Button, Massa et Alguersuari. Alonso change de pneus et se retrouve neuvième tandis que Sutil, en résistant à Hamilton, fait les affaires des quatre pilotes de tête. 
Massa dépasse Button pour le gain de la septième position, et Alonso essaie rapidement de faire de même. À six tours du but, Massa revient sur Sutil et Hamilton. Alors qu’il tente un dépassement sur Button, Alonso casse son moteur et abandonne à un tour de la fin. Sebastian Vettel s’impose, Webber offre quant à lui le doublé à Red Bull Racing et Nico Rosberg complète le podium. Kubica, quatrième, devance Sutil, Hamilton, Massa, Button, et Alguersuari et Hülkenberg qui inscrivent leurs premiers points en championnat.

### Classement de la course

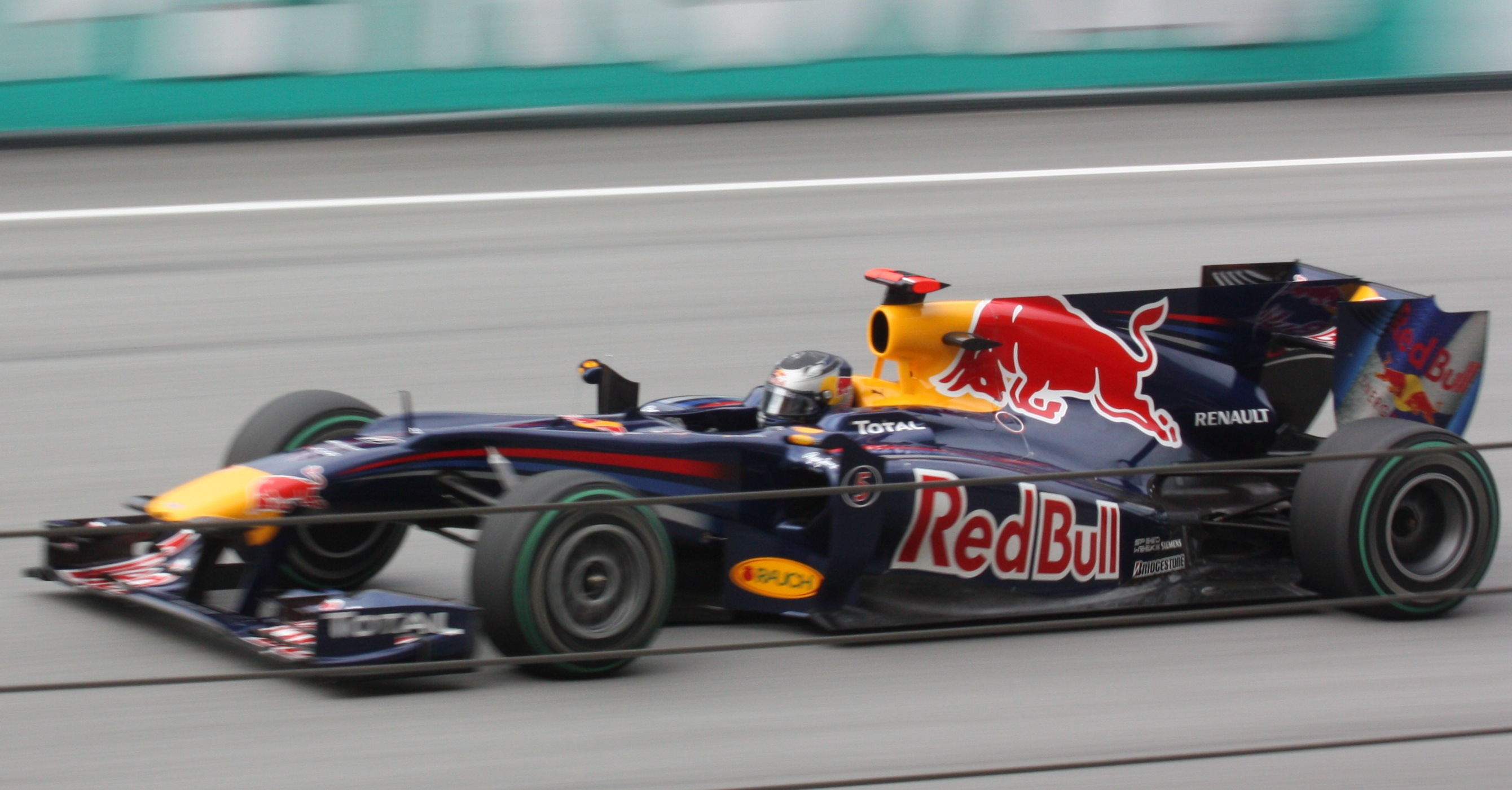
Sebastian Vettel décroche la sixième victoire de sa carrière à Sepang

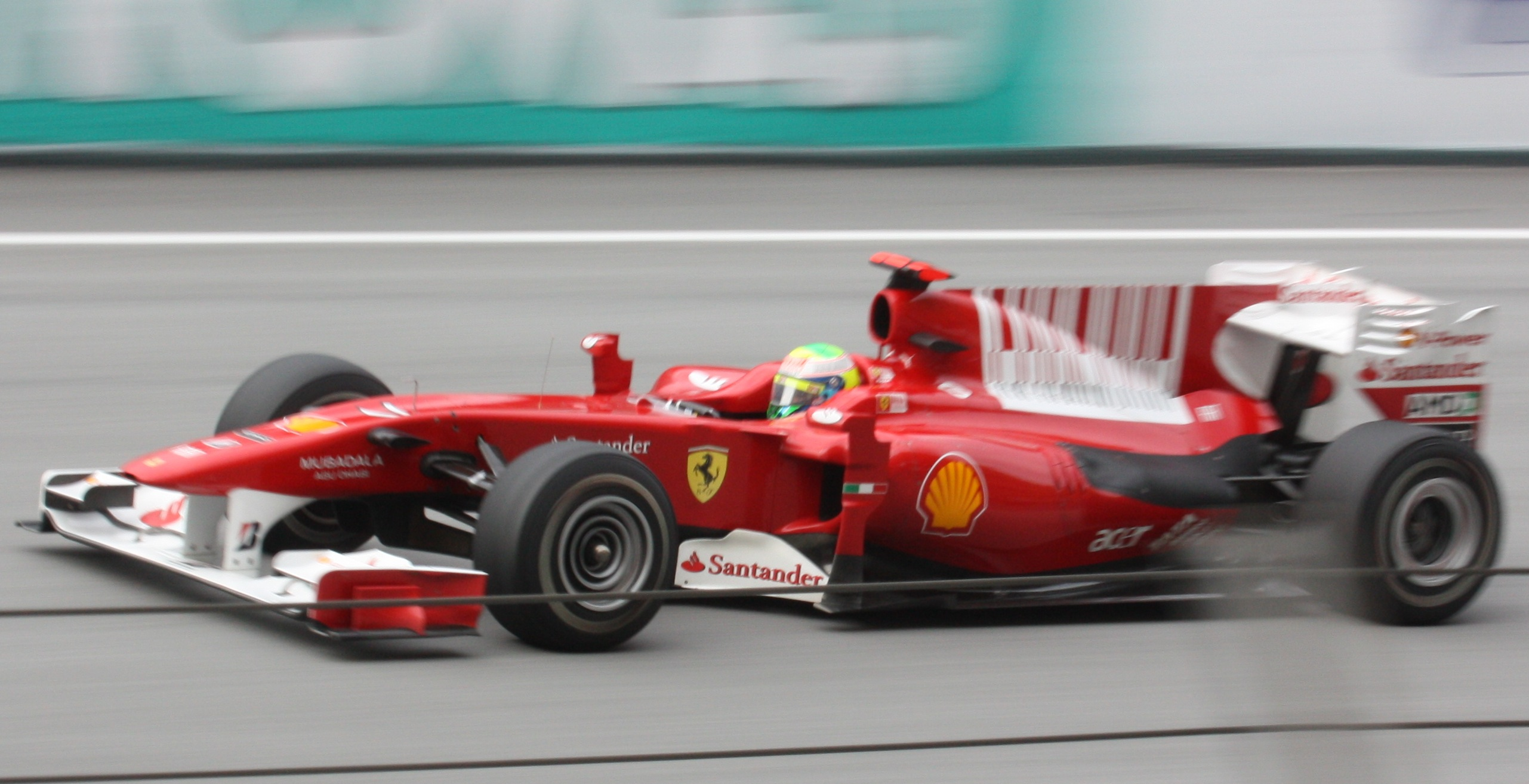
En terminant septième de la course, Felipe Massa s'empare de la tête du championnat du monde

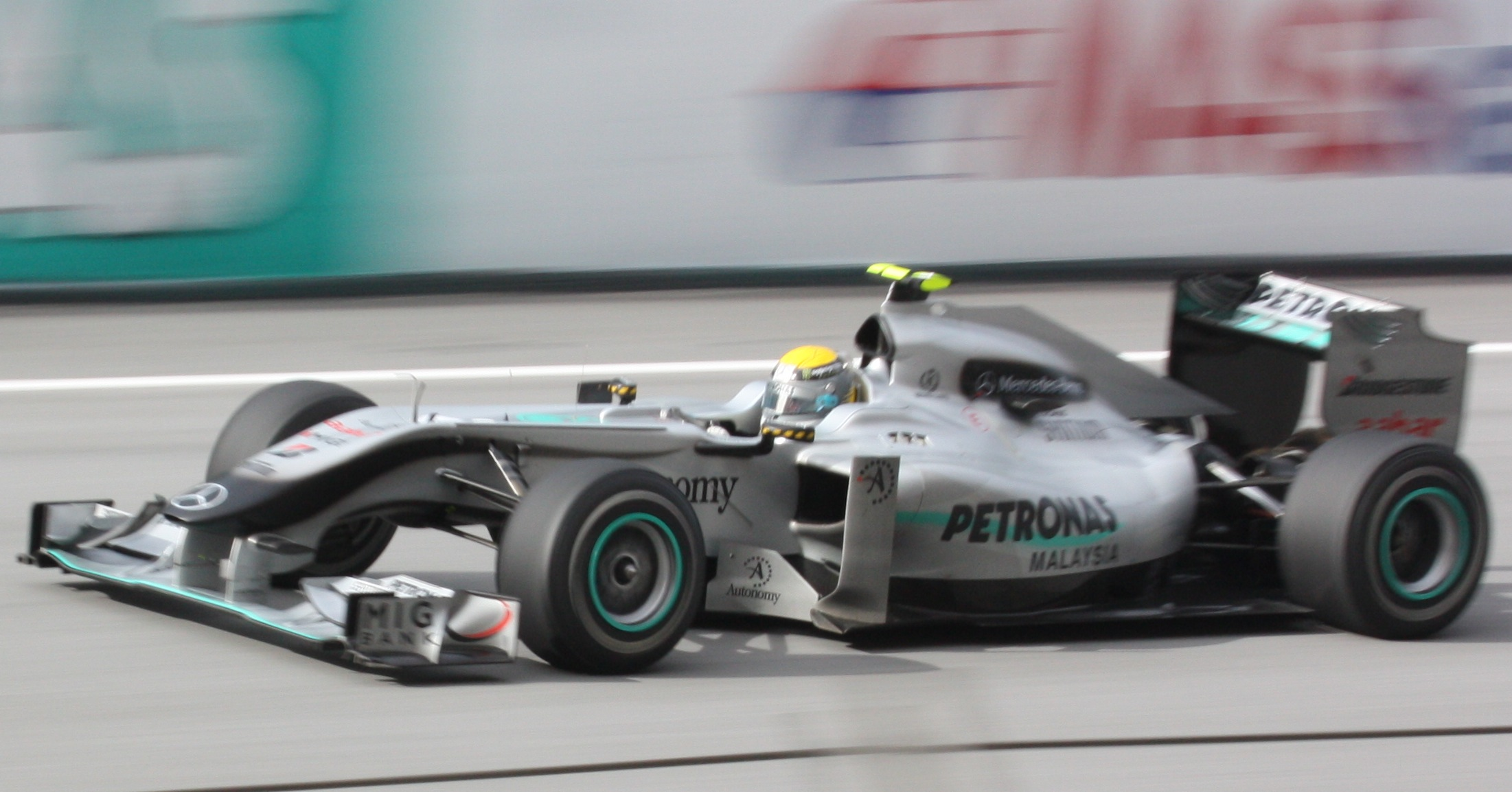
Nico Rosberg décroche le troisième podium de sa carrière

| Pos. | no | Pilote             | Écurie               | Tours | Temps/Abandon                      | Grille | Points |
| ---- | -- | ------------------ | -------------------- | ----- | ---------------------------------- | ------ | ------ |
| 1    | 5  | Sebastian Vettel   | Red Bull-Renault     | 56    | 1 h 33 min 48 s 412 (198,541 km/h) | 3      | 25     |
| 2    | 6  | Mark Webber        | Red Bull-Renault     | 56    | + 4 s 849                          | 1      | 18     |
| 3    | 4  | Nico Rosberg       | Mercedes             | 56    | + 13 s 504                         | 2      | 15     |
| 4    | 11 | Robert Kubica      | Renault              | 56    | + 18 s 589                         | 6      | 12     |
| 5    | 14 | Adrian Sutil       | Force India-Mercedes | 56    | + 21 s 059                         | 4      | 10     |
| 6    | 2  | Lewis Hamilton     | McLaren-Mercedes     | 56    | + 23 s 471                         | 20     | 8      |
| 7    | 7  | Felipe Massa       | Ferrari              | 56    | + 27 s 068                         | 21     | 6      |
| 8    | 1  | Jenson Button      | McLaren-Mercedes     | 56    | + 37 s 918                         | 17     | 4      |
| 9    | 17 | Jaime Alguersuari  | Toro Rosso-Ferrari   | 56    | + 1 min 10 s 602                   | 14     | 2      |
| 10   | 10 | Nico Hülkenberg    | Williams-Cosworth    | 56    | + 1 min 13 s 399                   | 5      | 1      |
| 11   | 16 | Sebastien Buemi    | Toro Rosso-Ferrari   | 56    | + 1 min 18 s 938                   | 13     |        |
| 12   | 9  | Rubens Barrichello | Williams-Cosworth    | 55    | + 1 tour                           | 7      |        |
| 13   | 8  | Fernando Alonso    | Ferrari              | 54    | Moteur                             | 19     |        |
| 14   | 25 | Lucas di Grassi    | Virgin-Cosworth      | 53    | + 3 tours                          | 24     |        |
| 15   | 20 | Karun Chandhok     | HRT-Cosworth         | 53    | + 3 tours                          | 22     |        |
| 16   | 21 | Bruno Senna        | HRT-Cosworth         | 52    | + 4 tours                          | 23     |        |
| 17   | 18 | Jarno Trulli       | Lotus-Cosworth       | 51    | + 5 tours                          | 18     |        |
| 18   | 19 | Heikki Kovalainen  | Lotus-Cosworth       | 46    | + 10 tours                         | 15     |        |
| Abd. | 12 | Vitaly Petrov      | Renault              | 32    | Boîte de vitesses                  | 11     |        |
| Abd. | 15 | Vitantonio Liuzzi  | Force India-Mercedes | 12    | Accélérateur                       | 10     |        |
| Abd. | 3  | Michael Schumacher | Mercedes             | 9     | Écrou de roue                      | 8      |        |
| Abd. | 23 | Kamui Kobayashi    | BMW Sauber-Ferrari   | 8     | Moteur                             | 9      |        |
| Abd. | 24 | Timo Glock         | Virgin-Cosworth      | 2     | Accrochage                         | 16     |        |
| Np.  | 22 | Pedro de la Rosa   | BMW Sauber-Ferrari   | -     | Moteur                             | 12     |        |

### Pole position et record du tour
- Pole position :  Mark Webber (Red Bull-Renault) en 1 min 49 s 327 (182,524 km/h). Le meilleur temps des qualifications a été réalisé par Robert Kubica, lors de la Q1, en 1 min 46 s 283.
- Meilleur tour en course :  Mark Webber (Red Bull-Renault) en 1 min 37 s 054 (205,605 km/h) au cinquante-troisième tour.

### Tours en tête
- Sebastian Vettel (Red Bull-Renault) : 54 tours (1-22 / 25-56)
- Mark Webber (Red Bull-Renault) : 2 tours (23-24)

## Classements généraux à l'issue de la course
| Pos. | Pilote             | Écurie               | Points |
| ---- | ------------------ | -------------------- | ------ |
| 1    | Felipe Massa       | Ferrari              | 39     |
| 2    | Fernando Alonso    | Ferrari              | 37     |
| 3    | Sebastian Vettel   | Red Bull-Renault     | 37     |
| 4    | Jenson Button      | McLaren-Mercedes     | 35     |
| 5    | Nico Rosberg       | Mercedes             | 35     |
| 6    | Lewis Hamilton     | McLaren-Mercedes     | 31     |
| 7    | Robert Kubica      | Renault              | 30     |
| 8    | Mark Webber        | Red Bull-Renault     | 24     |
| 9    | Adrian Sutil       | Force India-Mercedes | 10     |
| 10   | Michael Schumacher | Mercedes             | 9      |
| 11   | Vitantonio Liuzzi  | Force India-Mercedes | 8      |
| 12   | Rubens Barrichello | Williams-Cosworth    | 5      |
| 13   | Jaime Alguersuari  | Toro Rosso-Ferrari   | 2      |
| 14   | Nico Hülkenberg    | Williams-Cosworth    | 1      |

| Pos. | Écurie               | Points |
| ---- | -------------------- | ------ |
| 1    | Ferrari              | 76     |
| 2    | McLaren-Mercedes     | 66     |
| 3    | Red Bull-Renault     | 61     |
| 4    | Mercedes             | 44     |
| 5    | Renault              | 30     |
| 6    | Force India-Mercedes | 18     |
| 7    | Williams-Cosworth    | 6      |
| 8    | Toro Rosso-Ferrari   | 2      |

## Statistiques

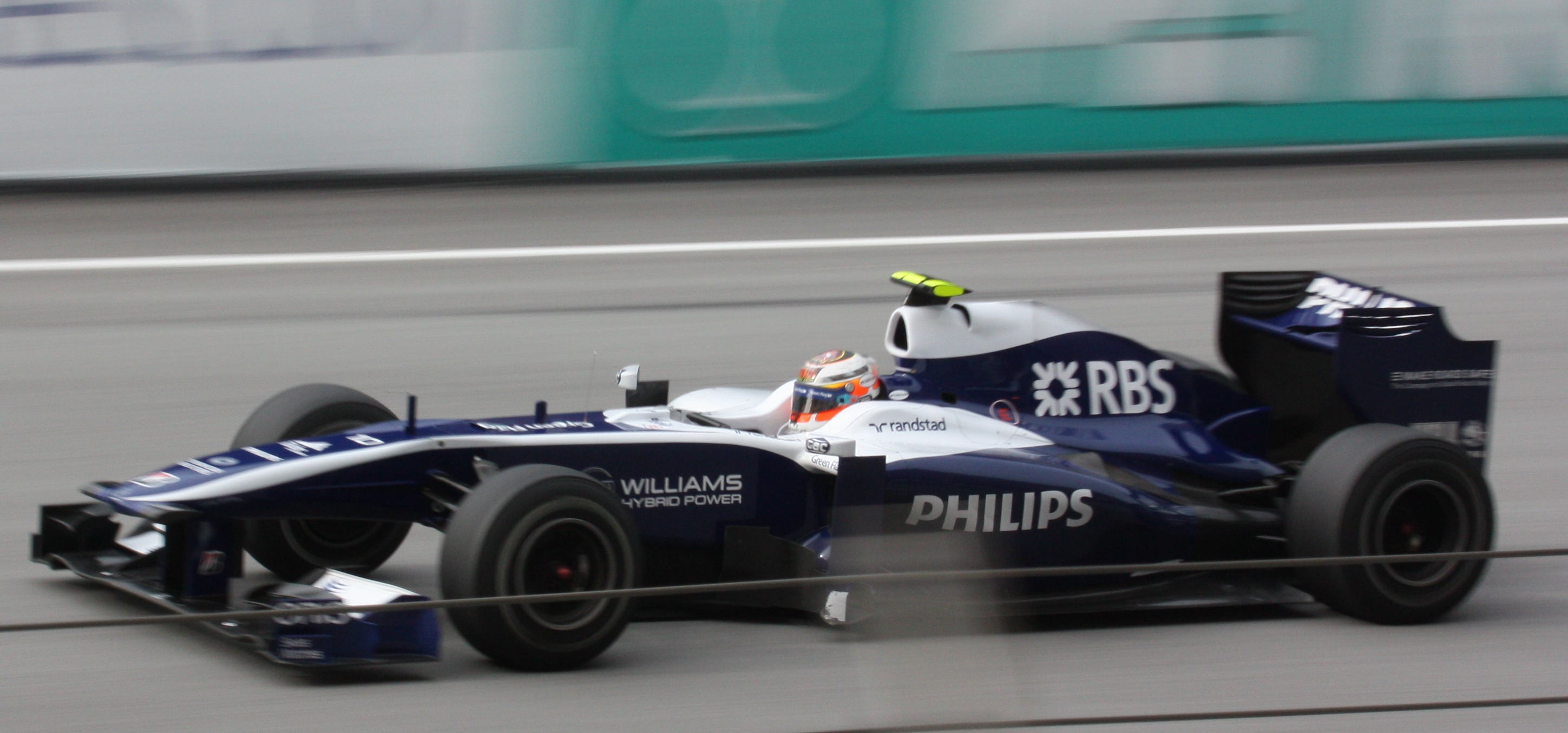
Nico Hülkenberg inscrit son premier point en championnat du monde

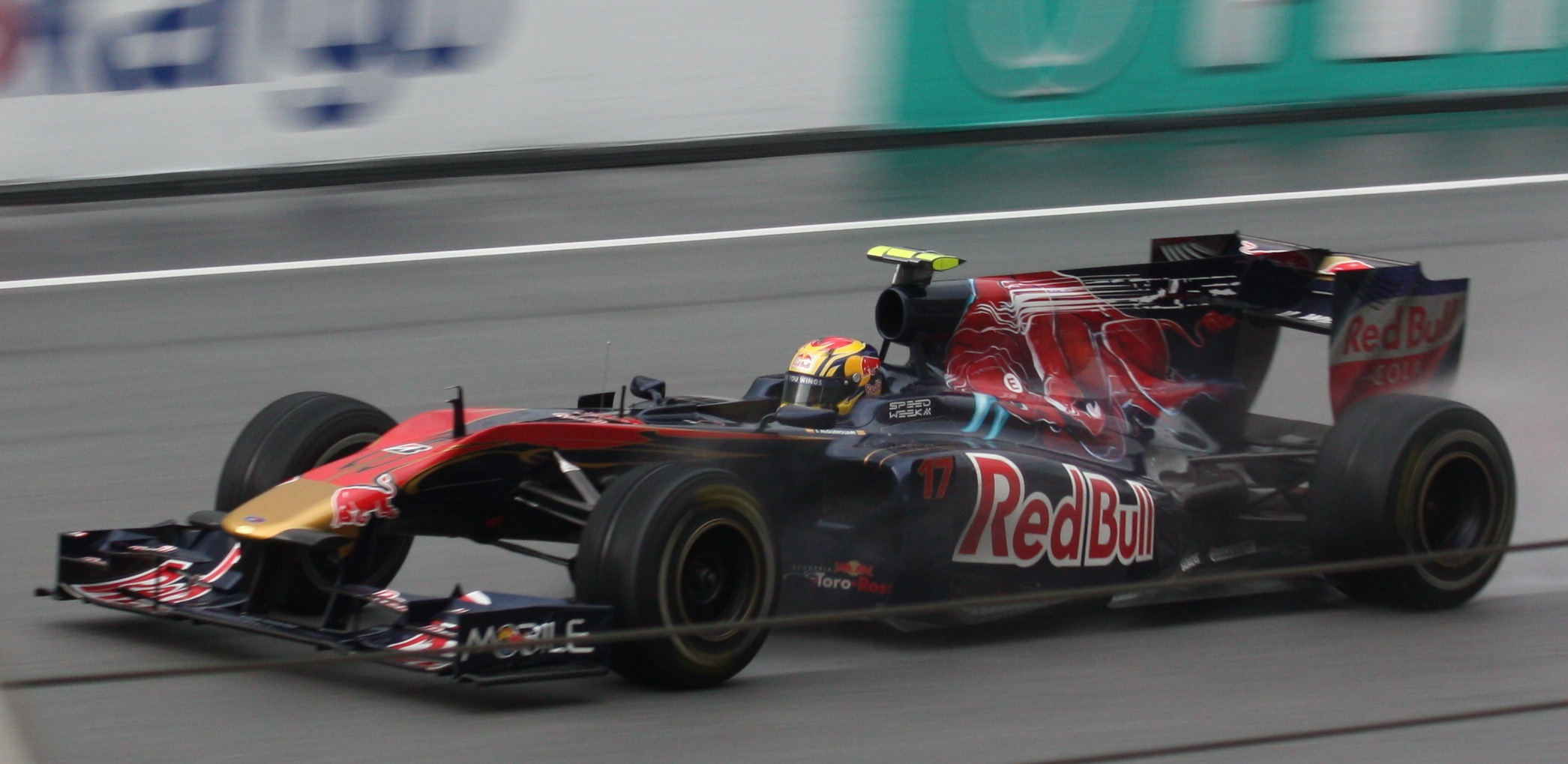
Jaime Alguersuari inscrit ses premiers points en championnat du monde

- 2e pole position de sa carrière pour Mark Webber.
- 6e victoire de sa carrière pour Sebastian Vettel.
- 7e victoire pour Red Bull Racing en tant que constructeur.
- 5e doublé pour l'écurie Red Bull Racing.
- 122e victoire pour Renault en tant que motoriste.
- 1ers points de sa carrière pour Jaime Alguersuari.
- 1er point de sa carrière pour Nico Hülkenberg.
- En menant le Grand Prix pendant 54 tours, Sebastian Vettel passe la barre des 2000 km en tête d'un Grand Prix (2096 km).
- Jaime Alguersuari, à 20 ans et 11 jours, devient, derrière Sebastian Vettel, le deuxième pilote le plus jeune de l'histoire à marquer des points au championnat du monde.
- Johnny Herbert (161 départs en Grands Prix de Formule 1 dont 3 victoires, vainqueur des 24 Heures du Mans 1991 et champion de Speedcar Series en 2008) a été nommé par la FIA conseiller pour aider dans leurs jugements le groupe des commissaires de course lors de ce Grand Prix.
- Sebastian Vettel, coupable d'avoir dépassé Jarno Trulli alors que le drapeau jaune était brandi à la suite de l'abandon de Fernando Alonso, n'a pas été sanctionné par les commissaires de course. Ceux-ci ont décidé de ne pas lui infliger de pénalité ayant constaté que l'Allemand avait fortement ralenti dans la zone concernée.